# Ondřej Štursa
Ondřej Štursa (* 17. Juni 2000 in Sokolov) ist ein tschechischer Fußballspieler.

## Karriere

### Verein
Štursa begann seine Karriere bei Viktoria Pilsen. Im April 2018 stand er erstmals im Profikader von Viktoria. Sein Debüt in der HET Liga gab er dann im Mai 2018. Bis zum Ende der Saison 2017/18 kam er zu zwei Einsätzen, mit Pilsen wurde er zu Saisonende Meister. Zur Saison 2018/19 wurde er an den Ligakonkurrenten FK Dukla Prag verliehen, für den er aber bis zur Winterpause nur dreimal spielte. Anschließend kehrte er im Januar 2019 wieder nach Pilsen zurück, wo er bis Saisonende zu einem Einsatz kam.
Zur Saison 2019/20 wurde Štursa ein zweites Mal verliehen, diesmal an den Zweitligisten FK Baník Sokolov. Für Baník spielte er 20 Mal in der FNL. Zur Saison 2020/21 kehrte der Angreifer wieder nach Pilsen zurück, wo er allerdings für die Profis nie mehr zum Einsatz kam. Zur Saison 2021/22 wechselte er dann in die Slowakei zum Zweitligisten MFK Skalica. Dort absolvierte er in jener Spielzeit 19 Partien in der II. Liga und stieg mit dem Klub zu Saisonende in die Fortuna liga auf. Im Oberhaus absolvierte er dann 2022/23 bis zur Winterpause aber nur ein Spiel.
Im Januar 2023 schloss Štursa sich dem österreichischen Regionalligisten ASV Siegendorf an. Für Siegendorf spielte er 13 Mal in der Regionalliga, aus der er mit dem Team zu Saisonende aber abstieg. Daraufhin kehrte der Stürmer zur Saison 2023/24 nach Tschechien zurück und wechselte zum Drittligisten FK Robstav Přeštice.

### Nationalmannschaft
Štursa spielte zwischen 2015 und 2018 von der U-16 bis zur U-19 der tschechischen Nationalmannschaft.